# Водяна (притока Вовчої)
Водяна́ — річка в Україні, ліва притока річки Вовча. Басейн Дніпра. Довжина 14 км. Площа водозбірного басейну 123 км². Похил 3,9 м/км. Долина балкового типу. Заплава двостороння. Річище слабовиражене. Використовується на зрошування.
Бере початок на північ від Донецька, поблизу с. Спартак. Тече територією Ясинуватського району та впадає в Карлівське водосховище поблизу с. Нетайлове.

## Притоки
- Балка Домаха.